# Арбайтер, Ян Добромил

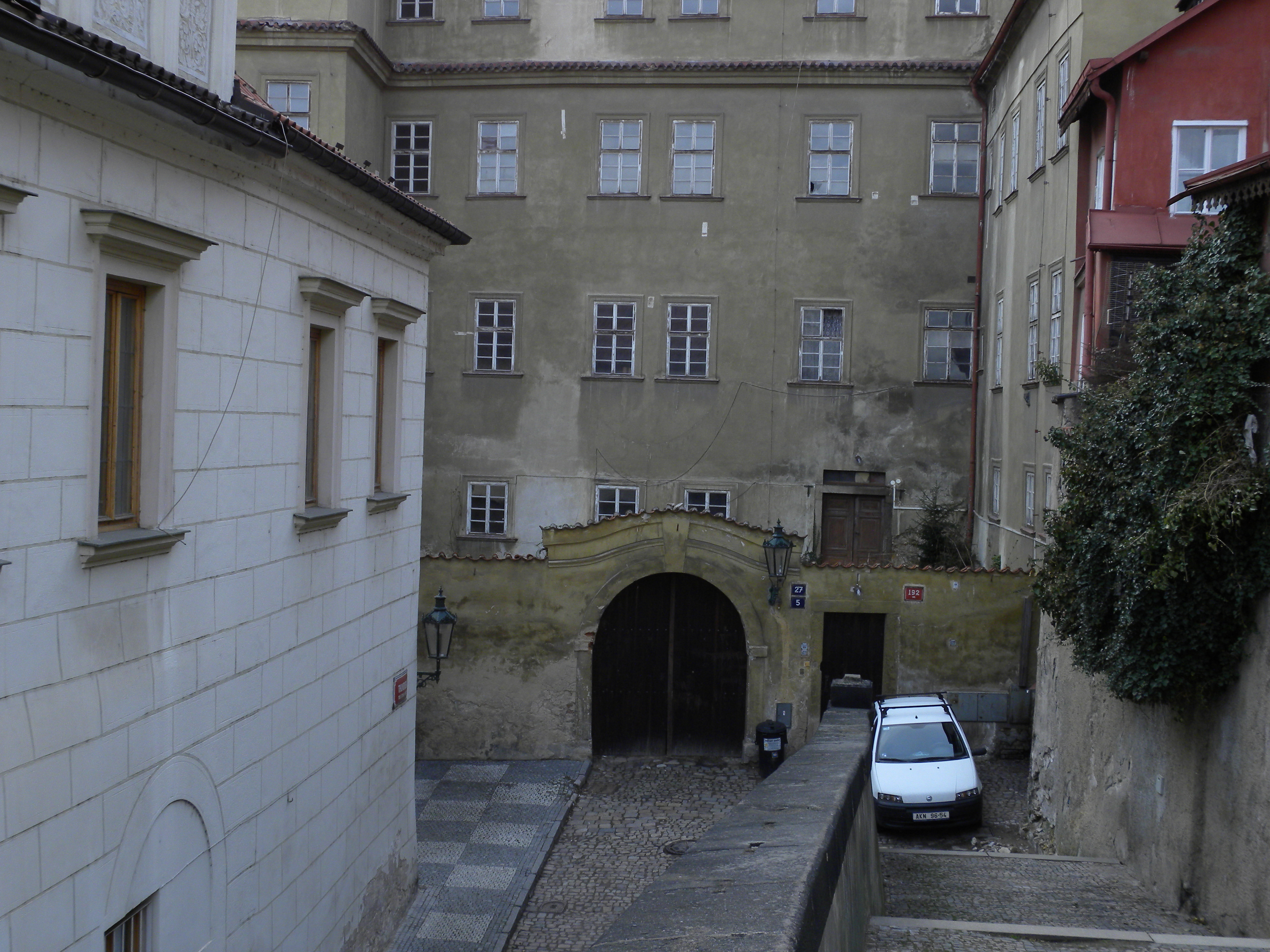
Каэтанский дом в Праге

Ян Микулаш Добромил Арбайтер (чеш. Jan Dobromil Arbeiter; 6 июня 1794, Йистебнице — 10 февраля 1870, Прага, Цислейтания) — чешский фармаколог, предприниматель, меценат и общественный деятель.

## Биография
Переехал в Прагу, где купил дом в Мала-Страна и унаследовал от своей тётки бывший монастырь, так называемый Каетанский дом. Стал гражданином Праги и активно участвовал в общественной жизни Чехии. Известен, прежде всего, как покровитель чешских театральных артистов — предоставил бывшую монастырскую трапезную (столовую), в которой в Праге в 1837 году Йозеф Каэтан Тыл основал первый чешский любительский театр Kajetánské divadlo. Чешские театральные представления в Kajetánské dům (отсюда и название Kajetánské divadlo) начались в июле 1834 года. Первоначально разрешались только частные представления, первое публичное представление состоялось в феврале 1835 года.
В 1848 году Арбайтер активно участвовал в политических событиях в Праге. С годами создал богатую библиотеку, которую завещал школам Табора. Основал фонд, целью которого была поддержка выпускников гимназии Табора.
На его дочери Антонии был женат театральный деятель Йозеф Ян Странский-Шемерер (1809—1866).
За свои заслуги стал почётным гражданином города Табор.
Умер от пневмонии. Похоронен на Малостранском кладбище в Праге.